# Hendrick van Steenwyck der Ältere

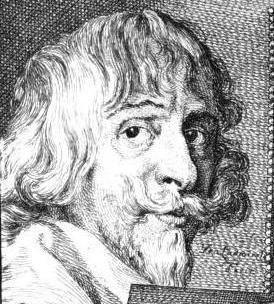
Hendrick van Steenwyck der Ältere

Hendrick van Steenwyck (der Ältere) (* um 1550 in Steenwijk, Overijssel; † vor 1. Juni 1603 in Frankfurt am Main) war ein niederländischer Architekturmaler, der der Flämischen Schule angehörte.

## Leben
Steenwyck kam früh nach Antwerpen, wo er ein Schüler von Hans Vredeman de Vries wurde und sich beim Malen kleiner Innenräume von gotischen Kirchen auszeichnete. Er arbeitete wie de Vries ab 1570 in Aachen, wo er 1573 Helena, die Tochter des Malers Marten van Valckenborch (1535–1612), heiratete. Aus diesem Jahr in Aachen ist auch sein erstes Gemälde bekannt, es zeigt den Innenraum des Aachener Domes und befindet sich heute im Neuen Schloss Schleißheim. 1577 kehrte er nach Antwerpen zurück und wurde 1577 Meister der Lukasgilde. Als er 1586 wegen religiöser Verfolgung die Niederlande verlassen musste, siedelte er nach Frankfurt am Main über, leistete dort gemeinsam mit seinem Schwiegervater den Bürgereid und lebte bis zu seinem Tod dort. Er gab als erster in seinen Werken tatsächlich vorhandene Interieurs anstatt konstruierter Kirchenräume wieder. Sein Sohn Hendrick van Steenwyck der Jüngere war ebenfalls Architekturmaler.
Georg Kaspar Nagler schrieb über ihn:

„Die Gemälde dieses Künstlers sind von meisterhafter Behandlung und offenbaren einen Meister, der die; Gesetze der Perspektive und der Beleuchtung vollkommen inne hatte. Er wusste auch‘ durch die Staffage grosses Interesse zu erregen.“

## Werke (Auswahl)
Als Architekturmaler hat er vorzugsweise das Innere gotischer Kirchen und großer Säle in genauer, strenger Zeichnung, aber mit „harter Farbe“ dargestellt. Bilder von ihm befinden sich in den Galerien von Wien, Petersburg, Stockholm, Kassel und anderen.
- 1573: Das Inneren des Domes von Aachen oder Der Aachener Dom (Schleißheim)
- Das Innere des Aachener Munsters (Stuttgart)
- 1598: Marktplatz mit Aachener Munster und Rathaus.
- Innere Ansicht einer Kirche (Stuttgart)
- Innere Ansicht einer Kirche (Bergen Kunstmuseum)
- Innenbild von St. Peter in Löwen (Brüsseler Museum)
- Innenansicht der Kathedrale von Antwerpen
- Abendlicher Gottesdienst in einer gotischen Kirche oder Das Innere einer gotischen Kirche (Kunsthistorisches Museum Wien)

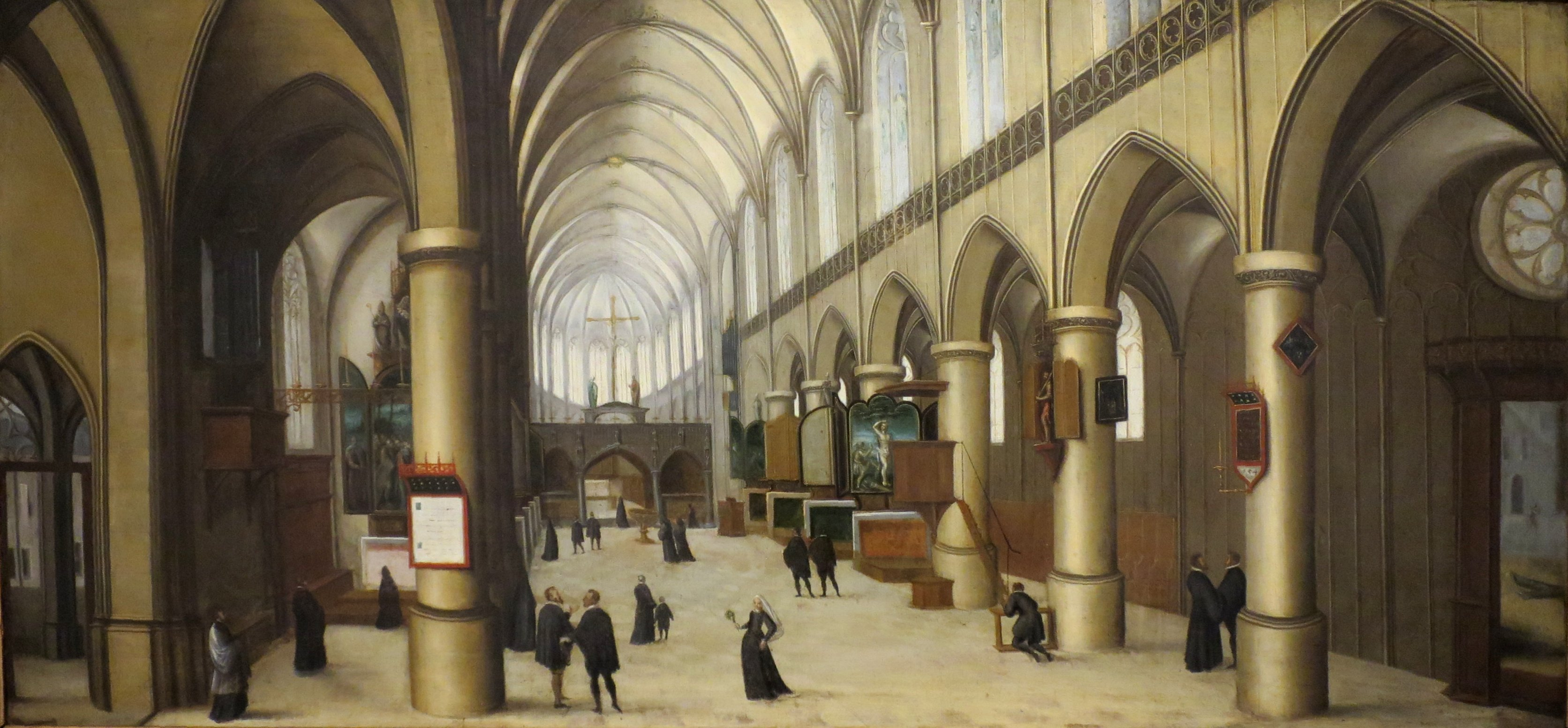
Kircheninnenraum (Kathedrale von Antwerpen)
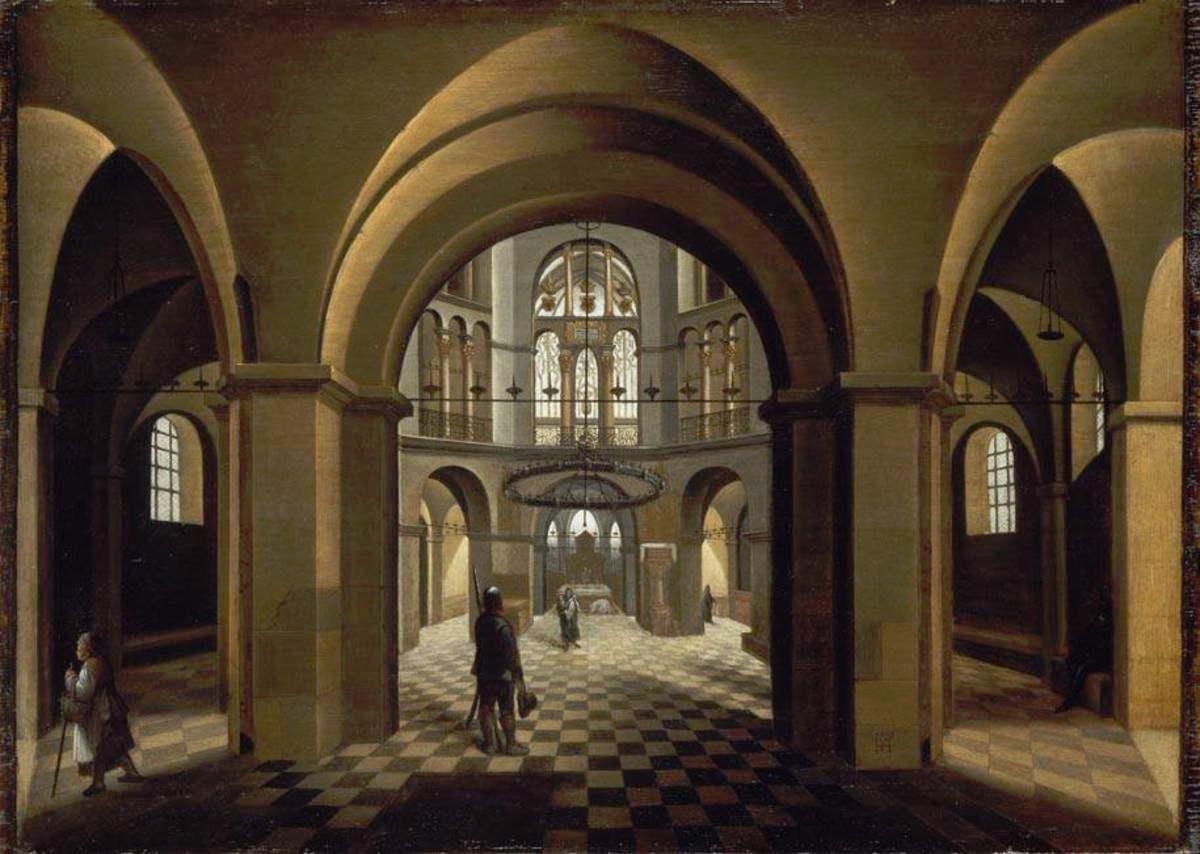
Das Inneren des Domes von Aachen
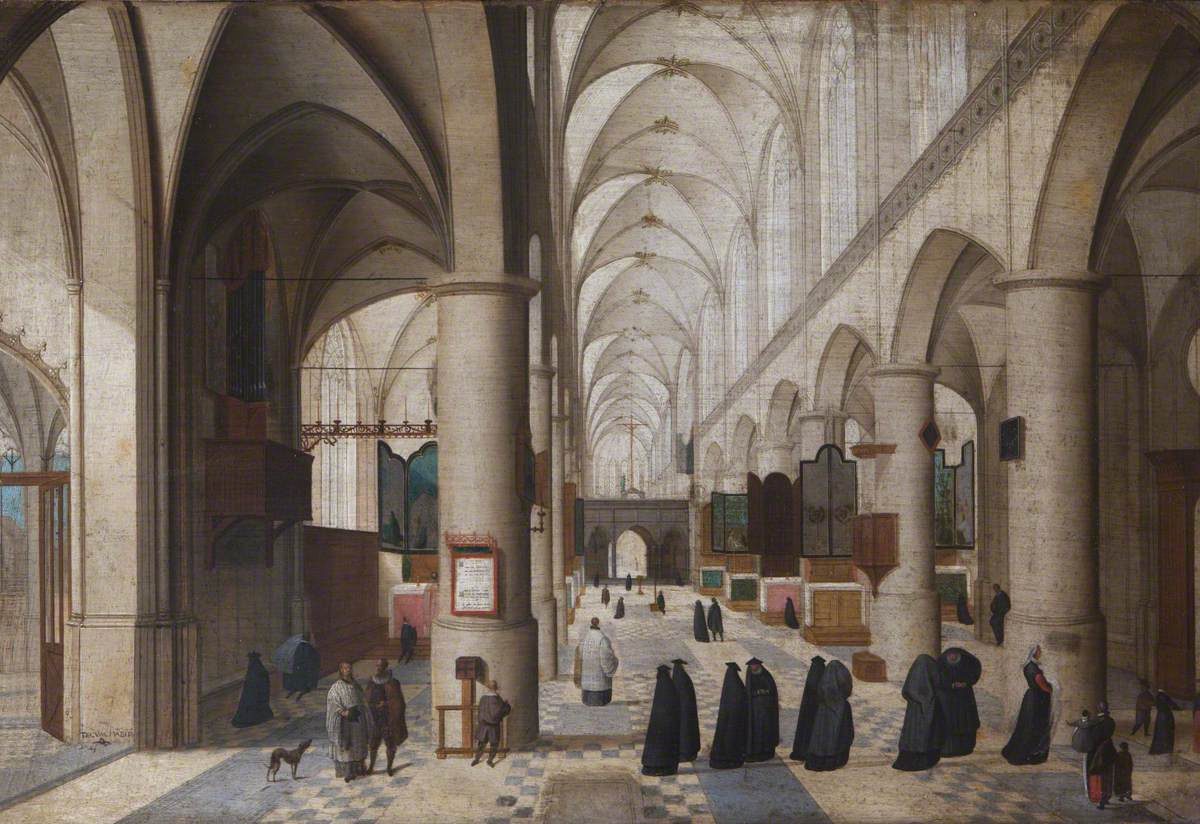
Innenansicht der Kathedrale von Antwerpen
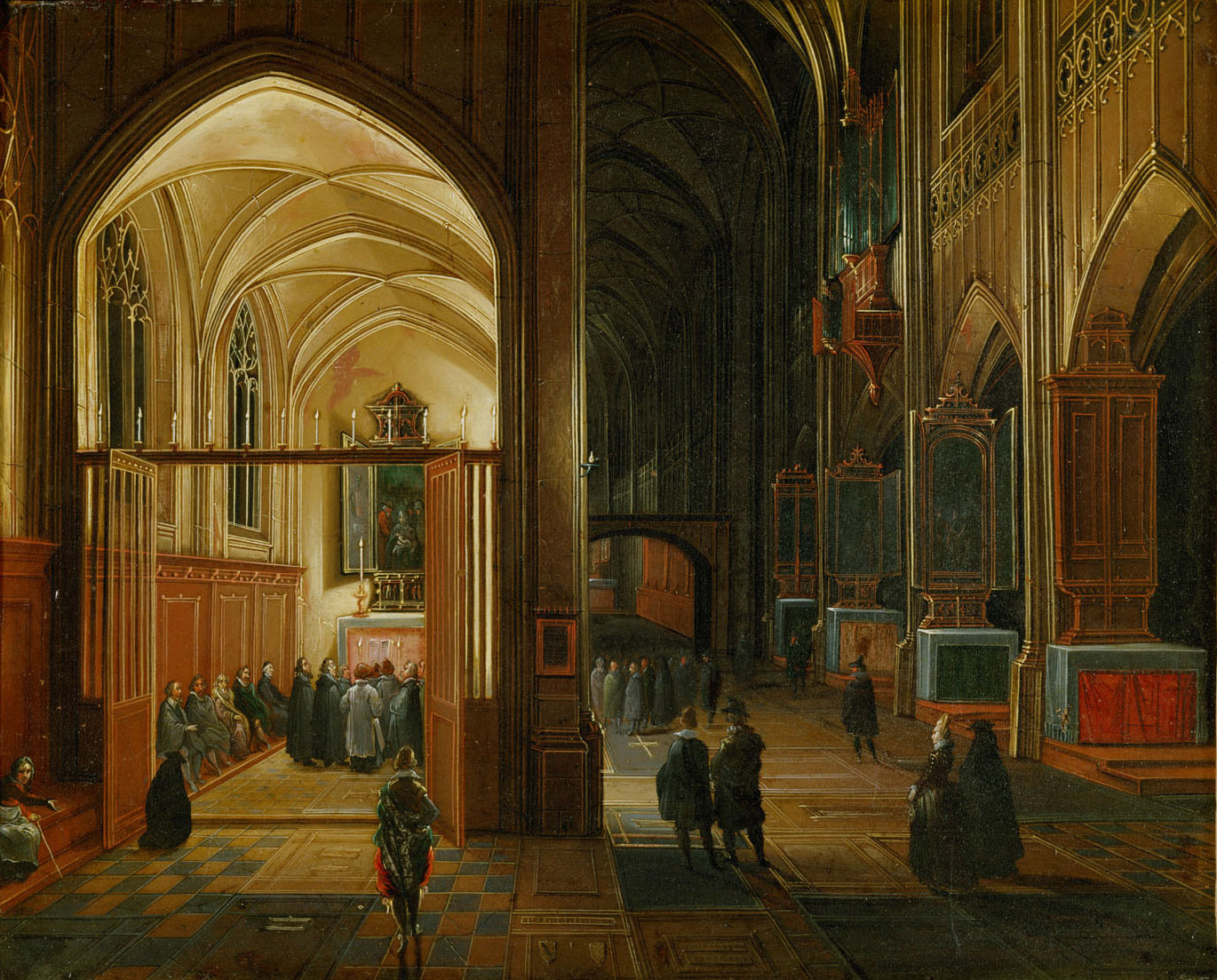
Abendlicher Gottesdienst in einer gotischen Kirche